# هوبير دريفوس
هوبير دريفوس (بالإنجليزية: Hubert Dreyfus) هو فيلسوف أمريكي، ولد في 15 أكتوبر 1929 في تير هوت في الولايات المتحدة، وتوفي في 22 أبريل 2017 في بيركيلي في الولايات المتحدة بسبب سرطان.

## وصلات خارجية
- هوبير دريفوس على موقع IMDb (الإنجليزية)
- هوبير دريفوس على موقع ميوزك برينز (الإنجليزية)